# Tangata plena
Espèce
Synonymes
- Ascuta plena Forster, 1956

Tangata plena est une espèce d'araignées aranéomorphes de la famille des Orsolobidae.

## Distribution
Cette espèce est endémique de Nouvelle-Zélande. Elle se rencontre dans la région de Nelson.

## Description
Le mâle mesure 2,03 mm et la femelle décrite par Forster et Platnick en 1985 2,54 mm.

## Publication originale
- Forster, 1956  : New Zealand spiders of the family Oonopidae. Records of the Canterbury Museum, vol. 7, no 2, p. 89-169.